# Стоянов, Максим Владимирович
Макси́м Влади́мирович Стоя́нов (род. 29 июня 1987 года, Бендеры, СССР) — российский актёр.

## Биография
Родился 29 июня 1987 года в городе Бендеры Молдавской ССР, в семье машиниста локомотивного депо. Кандидат в мастера спорта по боксу. Окончил Бендерский политехнический техникум по специальности «техник-строитель». В 2013 году окончил школу-студию МХАТ (мастерская К. А. Райкина).
С 2013 по 2018 год служил в Московском Художественном театре имени А. П. Чехова.
В 2013 году Стоянов сыграл свою первую главную роль в полнометражном фильме «Комбинат „Надежда“», ставшем участником главного конкурса Роттердамского кинофестиваля. В дальнейшем он играл заметные роли в сериалах «Инквизитор», «Шифр», «Немцы», «Пропавшая», «The Тёлки», «Триггер» и других.
В 2018 году снялся в одной из главных ролей в фильме «Гив ми либерти», который стал участником программы «Двухнедельник режиссёров» Каннского кинофестиваля и кинофестиваля «Сандэнс». 
Работа Стоянова была высоко оценена как российскими, так и зарубежными кинокритиками. По мнению кинообозревателя газеты «The New York Times» Манолы Даргис, Стоянов заслуживал номинации на премию «Оскар» в категории «Лучший актёр второго плана». Джонатан Ромни («Film Comment»): «В роли Димы — Максим Стоянов, навевающий воспоминания о молодом, мощном Джеймсе Гандольфини; исполненный прыти под стать эльзасскому щенку, Стоянов источает концентрированную природную силу комической харизмы поистине космического масштаба, на существование и появление которой режиссёрам можно только молиться, в надежде на то, что она свалиться с неба, прямиком в актёрский состав их фильма». Анна Филиппова («КиноРепортёр»): «Аферист Дима — искатель счастья, недавно приехавший в Америку, с чьим появлением фильм приобретает динамику, благодаря которой его и хочется досмотреть до конца… Хайлайт фильма и ценная находка Михановского — харизматичный актёр Максим Стоянов». Егор Москвитин («РБК»): «Сыграв шумного и смешного русского афериста в „Гив ми либерти“ Кирилла Михановского (наполовину нашем, наполовину американском фильме, прогремевшем на „Сандэнсе-2019“ и затем повторенном в Каннах), Максим Стоянов вернулся на родину героем».
В 2023 году за исполнение главной роли в сериале «Чёрное солнце» был признан лучшим актёром сериала на фестивале «Пилот».
В 2024 году сыграл главные роли в фильмах «Пришелец» и «Филателия», за который получил приз кинофестиваля «Окно в Европу» в категории «Лучший актёрский дуэт».
Был членом жюри 22-го кинофестиваля «Дух огня» в 2024 году.

## Личная жизнь
Женат на актрисе Виктории Корляковой. В 2015 году у супругов родилась дочь Ульяна.

## Театральные работы
Театральный центр «На Страстном»
- Стэнли Ковальский — «Трамвай «Желание»», Т. Уильямс (2012, реж. Алексей Гуськов)

Московский Художественный театр имени А. П. Чехова
- Макс — «Пьяные», И. А. Вырыпаев (2014, реж. Виктор Рыжаков)
- Козлов — «С любимыми не расставайтесь», А. М. Володин (2013, реж. Виктор Рыжаков)
- Лоуренс — «Пьяные», И. А. Вырыпаев (2014, реж. Виктор Рыжаков)
- Толстяк — «Зойкина квартира», М. А. Булгаков (2014, реж. Кирилл Серебренников)

## Фильмография
- 2013 — Великий (короткометражный)
- 2014 — Восьмёрка
- 2014 — Инквизитор — Тимур, криминалист
- 2014 — Комбинат «Надежда» — Шкарупа, дембель
- 2014 — Мент в законе-9 — Валерий Черкасов (Черкес)
- 2015 — Пиковая дама: Чёрный обряд — врач
- 2015 — Успех (короткометражный) — Николай Погорелов
- 2016 — В зоне доступа любви — Макс
- 2016 — Семейные обстоятельства — Егор
- 2016 — Следователь Тихонов — Шкалик
- 2017 — Адаптация
- 2017 — Близкие — следователь
- 2017 — Демон революции
- 2017 — Лавстори — Ковер
- 2017 — Нелюбовь — покупатель квартиры
- 2017 — Парфюмерша-2 — Пётр, рыбак
- 2017 — Хождение по мукам — Дмитро
- 2018 — Ищейка-2 — Андрей Костицын
- 2018 — Остаться в живых — Юрий Егоров
- 2018 — Свадьбы и разводы — Вадик
- 2018—2019 — Лучше, чем люди — Юрий
- 2019 — Гадалка — Слава Кузнецов
- 2019 — Гив Ми Либерти — Дима
- 2019 — Ленин. Неизбежность
- 2019 — Преступление-2 — Баринов
- 2019—2022 — Шифр — Вячеслав Агарин, сотрудник МУРа
- 2020 — Калашников — лейтенант
- 2020 — Немцы — Евгений Синицын («Жека»), сожитель Саши
- 2020 — Обычная женщина-2
- 2020 — Цой — Лёха
- 2021 — Везёт — Виталий
- 2021 — Капитан Волконогов бежал — рабочий Лепендин
- 2021 — Пробуждение — Сергей Королев, генеральный директор фармацевтической фирмы
- 2021 — Пропавшая — Егор Малевич, следователь
- 2021 — Герда — Андрей
- 2022 — Орёл и решка. Кино — Миша, оператор
- 2022 — The Тёлки — Губин
- 2022 — MINSK — болельщик
- 2022 — Заключение — Рустам Бербоев
- 2022 — Алиса не может ждать — Серёжа
- 2022 — Сказки Гофмана — Виталий Страхов
- 2023 — Мёрзлая земля — Борис Семёнов, оперуполномоченный
- 2023 — Вызов — Роман, хирург, байкер
- 2023 — Ира — гинеколог
- 2023 — Чёрное солнце — Евгений Чагин
- 2024 — Пришелец — Лёха
- 2024 — Филателия — Пётр
- 2024 — Юг — Миша
- 2024 — Джекпот — Игорь Хлебников
- 2024 — Триггер — Сергей, футбольный фанат

## Награды
- 2013 — премия «Золотой лист» в категории «Лучшая мужская роль» (Стэнли Ковальский в постановке «Трамвай Желание» реж. Алексей Гуськов)[24]
- 2023 — премия фестиваля сериалов «Пилот» в категории «Лучший актёр сериала» («Чёрное солнце», реж. Анна Носатова)[25]
- 2024 — премия 32-го кинофестиваля «Окно в Европу» «за пронзительный актерский дуэт» совм. с Алиной Ходжевановой (фильм «Филателия» реж. Наталья Назарова)
- 2024 — 45-й Каирский международный кинофестиваль — Приз «Лучший актёр» (фильм «Филателия» реж. Наталья Назарова)